# Dendrotrophe
- Commons
- Wikispecies

Dendrotrophe é um género botânico pertencente à família Santalaceae.